# Csengőd
Csengőd este un sat în districtul Kiskőrös, județul Bács-Kiskun, Ungaria, având o populație de 2.162 de locuitori (2011). 

## Demografie
Componența etnică a satului Csengőd
     Maghiari (94,6%)
     Romi (4,46%)
     Necunoscut (0,15%)
     Alții (0,79%)
Componența confesională a satului Csengőd
     Romano-catolici (59,3%)
     Luterani (8,19%)
     Fără religie (7,59%)
     Reformați (6,29%)
     Necunoscută (17,99%)
     Alte religii (3,28%)
Conform recensământului din 2011, satul Csengőd avea 2.162 de locuitori. Din punct de vedere etnic, majoritatea locuitorilor (94,6%) erau maghiari, cu o minoritate de romi (4,46%). Apartenența etnică nu este cunoscută în cazul a 0,15% din locuitori.  Din punct de vedere confesional, majoritatea locuitorilor (59,3%) erau romano-catolici, existând și minorități de luterani (8,19%), persoane fără religie (7,59%) și reformați (6,29%). Pentru 17,99% din locuitori nu este cunoscută apartenența confesională.